# Корита (Босанско Грахово)
Корита су насељено мјесто у Босни и Херцеговини, у општини Босанско Грахово, које административно припада Федерацији Босне и Херцеговине. Према попису становништва из 2013. у насељу је живјело 22 становника.

## Становништво
| Демографија | Демографија | Демографија |
| Година      | Становника  | Становника  |
| ----------- | ----------- | ----------- |
| 1961.       | 31          |             |
| 1971.       | 23          |             |
| 1981.       | 2           |             |
| 1991.       | 2           |             |
| 2013.       | 22          |             |